# Maine de Biran
François-Pierre-Gontier de Biran (Bergerac, 29 november 1766 - Parijs, 20 juli 1824), bekend als Maine de Biran, was een Frans filosoof. Hij was een van de vroege vertegenwoordigers van het Franse spiritualisme. 
In zijn werk stond psychologische introspectie centraal, dat de Biran zag als het fundament voor een ware menswetenschap. Volgens de Biran staat bij de mens de wil centraal. In plaats van René Descartes' nadruk op de mens als een denkend wezen, suggereerde de Biran daarentegen de mens te definiëren als een willend wezen. In plaats de cartesiaanse formule 'ik denk, dus ik ben' (cogito ergo sum) stelde hij daarom de formule 'ik wil, dus ik ben' (volo ergo sum) voor. Mensen zijn het meest zichzelf wanneer ze een intentionele handeling uitvoeren, eerder dan in hun denkactiviteit.
Tijdens zijn leven publiceerde de Biran weinig. Pas in 1841 verscheen zijn verzameld werk, uitgegeven door Victor Cousin. Zijn werk beïnvloedde ook filosofen als Félix Ravaisson en Charles Renouvier.
- Bibsys: 90374880
- Biblioteca Nacional de España: XX855605
- Bibliothèque nationale de France: cb119139995 (data)
- Catàleg d'autoritats de noms i títols de Catalunya: 981058518634706706
- CiNii: DA0088217X
- Gemeinsame Normdatei: 11857650X
- International Standard Name Identifier: 0000 0001 1027 8565
- Library of Congress Control Number: n50050826
- Nationale Bibliotheek van Letland: 000255148
- Base Léonore: LH//1696/16
- Bibliotheek van het Japanse parlement: 00556346
- Nationale Bibliotheek van Tsjechië: mub20211122048
- Nationale bibliotheek van Australië: 35322951
- Nationale Bibliotheek van Israël: 987007264812505171
- Nationale Bibliotheek van Polen: a0000001804944
- Nederlandse Thesaurus van Auteursnamen: 069447470
- Réseau des bibliothèques de Suisse occidentale: 02-A000109317
- Istituto Centrale per il Catalogo Unico: MILV088771
- LIBRIS: 194530
- SNAC: w6cn73fh
- Système universitaire de documentation: 027002675
- Trove: 911508
- Virtual International Authority File: 61549127